# 資源科学研究所
資源科学研究所（しげんかがくけんきゅうじょ、英: Research Institute for Natural Resources）は、かつて日本に存在した、資源調査を目的とした研究機関。通称・略称は資源研（しげんけん）。

## 概要
資源科学研究所官制（勅令第1064号、12月9日公布）に基づき、大東亜戦争時に大陸の資源調査を目的として文部省によって1941年（昭和16年）12月9日に設置された研究機関。動物、植物、地質、地理、人類の5部門で発足した。青山の高樹町にあった実業家立川龍の邸宅を買収し研究所として利用した。1945年（昭和20年）5月のアメリカ軍による東京大空襲（山の手大空襲）を受けて高樹町にあった施設は焼失した。
戦後、GHQの指示を受け閣議で廃止が決定される。しかしながら文部省などの研究委託により存続しつづける。設立時の目的は失ったものの、戦後は国内の資源調査を業務の柱とした。戦災からの復興にあたり1946年（昭和21年）に新宿区百人町の陸軍技術研究所跡へ移転した。
1971年（昭和46年）、国立科学博物館に吸収合併されることにより閉所した。一部のコレクションおよび職員は国立科学博物館に引き継がれた。ただし資源調査の業務は引き継がれなかった。かつて国立科学博物館の研究部門があった新宿区百人町の敷地は資源科学研究所の跡地である。
研究活動に当たっては、研究室単位による運営ではなく、テーマごとに柔軟に結成される研究班単位で行われていたことが特筆される。
開所当初から閉所に至るまで資源科学研究所彙報を発行していた。敗戦後の混乱期にも研究報告を出版している。

## 国立科学博物館との合併の経緯
合併は国立科学博物館側の要請だった。当時の国立科学博物館は現在と異なり上野公園の一角に所在するだけであり、手狭になっていた。敷地は限られており増築ができず、また上野公園内であったために高層化するわけにもいかなかった。筑波研究学園都市に移転する構想があったものの、東京から遠隔地であることや、学園都市の建設がいっこうに進まないことを理由に断念することになった。こうした中、資源科学研究所の敷地が注目されることになり、両者の合併、上野にあった研究部門の移転が実施されるに至った。

## 沿革
日本動物学会、日本植物学会、日本地質学会など6学会は、天然資源の不足に対して基礎的知識の養成が必要という趣旨で博物館の拡充を求める運動を行い、第73回・第74回帝国議会で「国立自然博物館設立の件」、第75回帝国議会では「国立天然資源研究所設置の件」と題した請願が採択された。昭和16年度には天然資源研究所に関する予算が認められることとなり、文部省と関係学会との協議のもと国立資源科学研究所の設立準備が進められた。
- 1941年1月16日 - 関係学会による資源科学諸学会聯盟（会長・鷹司信輔、理事長・土岐章）が文部省に設置される[9]
- 1941年12月9日 - 文部省資源科学研究所として開所する[10]
- 1943年10月 - 資源科学研究所の疎開が決定する
- 1944年1月29日 - 資源科学諸学会聯盟が財団法人化する[11]
- 1945年5月 - 空襲により高木町の施設が焼失する
- 1946年 - 新宿区百人町の陸軍技術研究所跡に移転する
- 1946年4月13日 - 官制廃止となり[12]以降は財団法人資源科学諸学会聯盟に附設となる[11]。
- 1961年4月 - 財団法人資源科学諸学会聯盟を財団法人資源科学研究所と改称する[13]
- 1971年 - 国立科学博物館に吸収合併され、財団法人は解散する[14]

## 関連人物

### 国立当時
- 柴田桂太 - 植物生理学者・生化学者・微生物化学者。初代所長。
- 岡田彌一郎 - 動物学者。
- 鈴木好一 - 地質学者。
- 津山尚 - 植物学者。
- 馬場菊太郎 - 動物学者。
- 石橋正夫 - 鉱物学者。
- 加藤光次郎 - 動物学者。
- 原寛 - 植物学者。

以上が設立当初の所員
- 多田文男 - 地理学者。兼任。
- 椎野季雄 - 動物学者。
- 高井冬二 - 地質学者。兼任。
- 林孝三 - 植物学者。
- 立見辰雄 - 鉱物学者。
- 川西正鑑 - 地理学者。兼任。

### 財団移行後
- 北沢右三 - 生態学者。
- 倉沢秀夫 - 湖沼学者。
- 中川宏 - 昆虫学者(中川宏 1959)。
- 中村守純 - 魚類学者。
- 花岡利昌 - 奈良女子大学名誉教授。
- 堀克重 - 第8164米国陸軍病院・昆虫研究部(堀克重 1950)、金沢大学理学部動物学教室(堀克重 & 牛越久 1960)。
- 三井嘉都夫 - 地理学者・陸水学者・法政大学名誉教授。

## 関連事項
- 外邦図 市ヶ谷の陸軍参謀本部が所持していた外邦図はGHQからの接収を避けるため、戦後からサンフランシスコ講和条約締結までの間、資源科学研究所で保管されていた。また、資源科学研究所自身も戦前から外邦図を所持していた。その後これらの外邦図は、各地の大学や研究機関へ頒布された[16]。